# Camponotus morosus
El hormigón mora o negro (Camponotus morosus) es una especie de hormiga de la subfamilia Formicinae propia del matorral esclerófilo de Chile central. En algunos casos se le ha encontrado viviendo en nidos mixtos con Solenopsis gayi.
Tienen un color negro lustroso en todo el cuerpo, su dieta se basa en néctares, frutas e insectos muertos, haciendo uso de los recursos disponibles en forma oportunista.
Los tamaños de las reinas varían entre 13 a 15 soldados 8 mm a 12mm machos 9mm a 12mm y las obreras 5mm a 9mm.
Su nivel de humedad ideal está entre los 40% y 60% para un buen desarrollo.
El tiempo estimado de desarrollo de un huevo es de 1-4 meses.
Una reina puede vivir hasta 20 años, nodrizas (primeras obreras) 5 meses, obreras 1 año/1 año y medio, soldados 2 años.

Su comportamiento es agresivo, viéndose levantando el gáster a cualquier posible enemigo. Se pueden encontrar en cerros alejados de la mano humana, caminos de tierra , bosques esclerófilos, cerca de cursos de agua, cómo ríos.